# Erythrus longipennis
Erythrus longipennis är en skalbaggsart som beskrevs av Maurice Pic 1943. Erythrus longipennis ingår i släktet Erythrus och familjen långhorningar. Inga underarter finns listade i Catalogue of Life.